# Fox Plaza (Los Ángeles)
Fox Plaza es un rascacielos de 35 pisos y 150 metros de altura ubicado en la zona de Century City en la ciudad de Los Ángeles, la más poblada de estado de California (Estados Unidos). Fue la última construcción realizada por el arquitecto William Pereira antes de su muerte en 1985.

## Historia
Terminado en 1987, los arquitectos que lo diseñaron fueron Scott Johnson, Fain Bill y William Pereira. Actualmente es propiedad de Irvine Company, una inmobiliaria de Newport Beach en el condado de Orange. Actualmente el edificio alberga la sede central de los estudios de cine 20th Century Fox.
El expresidente de Estados Unidos Ronald Reagan ocupó un ático en el piso 34 durante varios años una vez dejó la política. El piso 34 está ahora ocupado por la firma global de consultoría de gestión, ZS Associates.

## En el cine

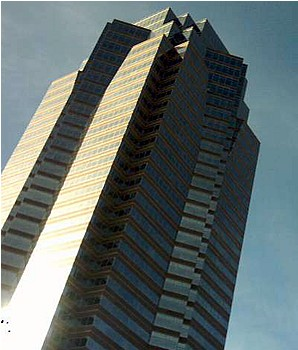
Vista cercana del Fox Plaza.

El edificio ha aparecido en al menos cuatro películas importantes de los estudios 20th Century Fox. Apareció como el edificio ficticio Nakatomi Plaza, el rascacielos de Die Hard (Jungla de Cristal en España; Duro de matar en Hispanoamérica), la destrucción del cual en la película se llevó a cabo utilizando un modelo a escala. El Plaza y un edificio de viviendas son el escenario principal de la comedia de rock & roll Airheads. El vestíbulo también aparece en la escena inicial de Speed. También se utilizó como uno de los edificios derribados en el final de El club de la lucha, y aparece en Padre de Familia en el episodio FOX-y Lady. Además, puede verse en el videojuego, Midnight Club: Los Angeles y también se utilizó para las oficinas corporativas de la compañía ficticia Chimera en Motorama. Por último, se utilizó como sede de la compañía de piezas de automóvil del señor Zalinsky en la película Tommy Boy.
En Grand Theft Auto V, existe un edificio idéntico llamado "Weazel Plaza", propiedad del canal de televisión Weazel News (Weazel parodia a Fox) en él barrio de Rockford Hills, al norte de la ciudad ficticia de Los Santos.  